# Constant Feith
Constant Willem Feith (L'Aia, 3 agosto 1884 – Bennekom, 15 settembre 1958) è stato un calciatore olandese, di ruolo difensore.
Nel 1912 ha preso parte ai Giochi olimpici di Stoccolma, dove l'Olanda è arrivata terza, scendendo in campo contro Svezia e Finlandia; ha segnato due goal in Nazionale, entrambi contro il Belgio.

## Statistiche

### Cronologia presenze e reti in nazionale
| Cronologia completa delle presenze e delle reti in nazionale ― Paesi Bassi | Cronologia completa delle presenze e delle reti in nazionale ― Paesi Bassi | Cronologia completa delle presenze e delle reti in nazionale ― Paesi Bassi | Cronologia completa delle presenze e delle reti in nazionale ― Paesi Bassi | Cronologia completa delle presenze e delle reti in nazionale ― Paesi Bassi | Cronologia completa delle presenze e delle reti in nazionale ― Paesi Bassi | Cronologia completa delle presenze e delle reti in nazionale ― Paesi Bassi | Cronologia completa delle presenze e delle reti in nazionale ― Paesi Bassi |
| Data                                                                       | Città                                                                      | In casa                                                                    | Risultato                                                                  | Ospiti                                                                     | Competizione                                                               | Reti                                                                       | Note                                                                       |
| -------------------------------------------------------------------------- | -------------------------------------------------------------------------- | -------------------------------------------------------------------------- | -------------------------------------------------------------------------- | -------------------------------------------------------------------------- | -------------------------------------------------------------------------- | -------------------------------------------------------------------------- | -------------------------------------------------------------------------- |
| 29-4-1906                                                                  | Anversa                                                                    | Belgio                                                                     | 5 – 0                                                                      | Paesi Bassi                                                                | Amichevole                                                                 | -                                                                          |                                                                            |
| 14-4-1907                                                                  | Anversa                                                                    | Belgio                                                                     | 1 – 3                                                                      | Paesi Bassi                                                                | Amichevole                                                                 | 1                                                                          |                                                                            |
| 9-5-1907                                                                   | Haarlem                                                                    | Paesi Bassi                                                                | 1 – 2                                                                      | Belgio                                                                     | Amichevole                                                                 | 1                                                                          |                                                                            |
| 16-3-1912                                                                  | Hull                                                                       | Inghilterra                                                                | 4 – 0                                                                      | Paesi Bassi                                                                | Amichevole                                                                 | -                                                                          | L'Inghilterra giocava con la Nazionale dilettanti                          |
| 24-3-1912                                                                  | Zwolle                                                                     | Paesi Bassi                                                                | 5 – 5                                                                      | Germania                                                                   | Amichevole                                                                 | -                                                                          |                                                                            |
| 28-4-1912                                                                  | Dordrecht                                                                  | Paesi Bassi                                                                | 4 – 3                                                                      | Belgio                                                                     | Amichevole                                                                 | -                                                                          |                                                                            |
| 29-6-1912                                                                  | Stoccolma                                                                  | Svezia                                                                     | 3 – 4                                                                      | Paesi Bassi                                                                | Olimpiadi 1912 - Turno di qualificazione                                   | -                                                                          |                                                                            |
| 4-7-1912                                                                   | Solna                                                                      | Paesi Bassi                                                                | 9 – 0                                                                      | Finlandia                                                                  | Olimpiadi 1912 - Finale 3º posto                                           | -                                                                          |                                                                            |
| Totale                                                                     |                                                                            | Presenze                                                                   | 8                                                                          |                                                                            | Reti                                                                       | 2                                                                          |                                                                            |

## Palmarès

### Club
- Campionati olandesi: 2

HVV: 1906-1907, 1909-1910

### Nazionale
- Bronzo olimpico: 1

Stoccolma 1912